# Strimörad grönbulbyl
Strimörad grönbulbyl (Arizelocichla striifacies) är en fågel i familjen bulbyler inom ordningen tättingar.

## Utbredning och systematik
Strimörad grönbulbyl delas in i två underarter med följande utbredning:
- Arizelocichla striifacies – förekommer från sydöstra Kenya till sydvästra Tanzania (Udzungwabergen)
- Arizelocichla striifacies – förekommer i sydvästra Tanzania (Rungwe), Malawi och nordvästra Moçambique

## Status och hot
Arten har ett stort utbredningsområde, men tros minska i antal, dock inte tillräckligt kraftigt för att den ska betraktas som hotad. Internationella naturvårdsunionen IUCN listar arten som livskraftig (LC).